# انتحار إيثاري

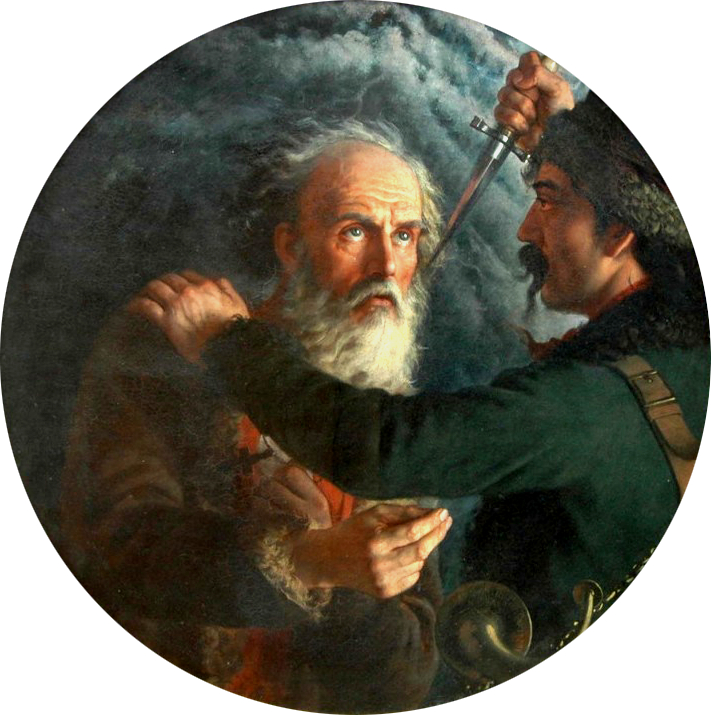

الانتحار هو الانتحار الذي يتركب من أجل فائدة الغير. ومن الأمثلة عليه قيام بعض الأشخاص بحمل قنبلة يدوية تم رميها على جماعة من الناس وأخذها بعيدا عنهم وتلقي الانفجار والشظايا لحماية شخص أو أكثر من الناس.